# Dzorwulu
Dzorwulu est un quartier du District métropolitain d'Accra et la capitale du district d'Ayawaso West, situé dans le centre d'Accra, la capitale du Ghana. Il est séparé de North Dzorwulu par l'autoroute de Tema et du quartier de West Airport par le chemin de fer Accra-Tema. Le quartier est connu pour abriter plusieurs usines de conditionnement d'eau en bouteille, ainsi que pour la qualité de ses infrastructures sportives: un club de boxe, un minigolf et plusieurs terrains synthétiques de football équipent le quartier.

## Sources
1. ↑  « Ayawaso West », Ghana Districts, 15 mars 2018 (consulté le 14 mars 2023)